# Ballymahon
Ballymahon es una localidad situada en el condado de Longford de la provincia de Leinster (República de Irlanda), con una población en 2016 de 1877 habitantes.
Se encuentra ubicada en el centro del país, a poca distancia del río Shannon.